# Hilandarska listina
Hilandarska listina (srbsko Хиландарска повеља/Hilandarska povelja) je ustanovna  listina samostana Hilandar, nadarbine Stefana Nemanje in Svetega Save in zibelke Srbske pravoslavne cerkve. Izvirno listino je objavil Stefan Nemanja leta 1198, njeno revidirano različico pa Stefan Prvovenčani leta 1200-1201. 
Izvirnik  in revidirano različico  hrani knjižnica samostana Hilandar  v spisu, ki opisuje življenje Stefana Nemanje.  Do leta 1896, ko so v hilandarski knjižnici  odkrili rokopis Miroslavovega evangelija, je listina veljala za najstarejšo srbsko listino.
Listina je pisana na pergamentu, dolgem 63 cm in širokem 32,5 cm, in se začne z besedami:
Na začetku ustvari Bog nebo in zemljo in ljudi na njej in jih blagoslovi in jim da oblast nad vsemi njegovimi stvaritvami in iz enih naredi carje, iz drugih kneze in gospodarje in vsakemu da pasti svojo čredo in ga čuva od vsakega zla, ki bi ga lahko doletelo…

## Sklic
1. ↑  Arhivist 1–4 (1951): 48.

## Vira
- Solovjev, Aleksandar Vasiljević (1926). Hilandarska povelja velikog župana Stefana (Prvovenčanog) iz godine 1200-1202. Drž. štamp. Kraljevine Srba, Hrvata i Slovenaca.
- Henrik Birnbaum; Speros Vryonis (1972). Aspects of the Balkans: continuity and change. Contributions to the International Balkan Conference held at UCLA, October 23-28, 1969. Mouton. str. 263–268.